# ゴールデンゲームズinのべおか
ゴールデンゲームズinのべおか（ゴールデンゲームズいんのべおか、Golden Games in Nobeoka）は、毎年5月上旬（2011年までは5月下旬）に宮崎県延岡市の延岡市西階総合運動公園陸上競技場で開催される陸上競技大会。主催は宮崎陸上競技協会、ゴールデンゲームズinのべおか実行委員会。地元・延岡市を拠点にしている旭化成陸上部が協賛を行なう。

## 概要
1990年創設。元々は同年に旭化成陸上部の練習用グランド「レーヨングラウンド」が全天候型グランドに改修されたことを記念して開かれた記録会が発端である。当初は1回限りの予定だったが、参加した選手や監督・観客からの予想以上の好評を受けて翌年以降も継続されることになった。
観客の増加に伴いレーヨングラウンドでは観客を収容しきれなくなったため、1997年第8回大会より西階総合運動公園陸上競技場へと会場を移した。1999年から日本陸上競技連盟の後援大会となっている。
2009年現在は900人以上の選手が参加して、中距離走・長距離走を中心に14種目35レースが実施される。競技は午後から夜にかけて行なわれ、好記録が出やすいことで知られている。九州地方はもとより、日本各地からランキング上位の記録を持つ実業団選手が集まり、大学生や高校生の参加も多い。入場料は無料ながら35000人の観客を集める。また地元ケーブルテレビのケーブルメディアワイワイが大会を完全生中継している。
1993年第4回大会からスポンサーを募っており、競技場内のトラック外側にブリキ板の広告を多数掲出している。大会の特徴として、観客は広告越しに観戦しつつ、レースが始まるとその広告をバンバンと叩いて応援し、さらに宗茂によるマイクパフォーマンスが選手を鼓舞する独特のスタイルを持つ、地元による手作り感溢れる大会である。
ナイター開催であるが、西階競技場には常設のナイター設備が現在ないため、この日のためだけに移動照明車4台を借り受けて大会を行っている。2010年に開催予定であった第21回大会は、口蹄疫の影響により中止された。また2020年も中止。